# 马德琳·沃纳梅克
马德琳·沃纳梅克（英語：Madeleine Wanamaker，1995年2月14日—），美国女子赛艇运动员。她曾代表美国参加世界赛艇锦标赛，获得一枚金牌。她也曾参加2020年夏季奥林匹克运动会。